# Richard Troyanovich Meves
Richard Troyanovich Meves (Ричард Троянович фон Мевес) (1839-1901) fue un teniente general en el Ejército Imperial Ruso que luchó en la guerra ruso-turca (1877-78).

## Carrera
Nacido en 1839, Meves estudió en el Cuerpo de Cadetes Konstantinovsky, y el 13 de agosto de 1853 se convirtió en oficial del Regimiento Pavlovsky en la Guardia Imperial. En 1863, participó en la supresión del levantamiento polaco y el 12 de junio fue condecorado con la Orden de San Estanislao, 3.ª clase con espadas.
En la guerra ruso-turca de 1877-1878, Meves fue herido, recibiendo la Orden de San Vladimir, 4.ª clase con espadas. Durante la marcha a través de los Balcanes, recibió la Orden de Santa Ana, 2.ª clase con espadas. El 12 de abril de 1878 fue promovido a mayor general.
En 1878 Meves estuvo al mando del 2.º batallón de fusileros de la Guardia Imperial y, en 1884 del Regimiento Pavlovsky. En 1885 fue nombrado jefe de Estado Mayor del 14.º Cuerpo de Ejército. En 1894 encabezó la 23.ª División de Infantería. En 1897 el teniente general Meves fue nombrado Jefe de la 2.ª División de Infantería de la Guardia y, en 1899, comandante del 20.º Cuerpo de Ejército.
- Datos: Q4286564